# Artem Semenenko
Artem Andrijowycz Semenenko, ukr. Артем Андрійович Семененко (ur. 2 września 1988 w Zaporożu) – ukraiński piłkarz, grający na pozycji pomocnika, a wcześniej obrońcy.

## Kariera piłkarska

### Kariera klubowa
Wychowanek klubu Metałurh Zaporoże, w którym rozpoczął w 2004 karierę piłkarską. Najpierw występował w drugiej drużynie, a 16 czerwca 2005 roku zadebiutował w składzie pierwszej drużyny w Ukraińskiej Wyszczej Lidze w meczu z Borysfenem Boryspol (2:1). W styczniu 2010 został zaproszony przez byłego trenera Metałurha Anatolija Czancewa do Zorii Ługańsk. Po zakończeniu sezonu 2011/12 opuścił klub z Ługańska i został piłkarzem CSMS Jassy.

## Kariera reprezentacyjna
Występował w juniorskich reprezentacjach U-17, U-19 oraz w młodzieżowej reprezentacji U-21.

## Sukcesy i odznaczenia

### Sukcesy klubowe
- brązowy medalista Drugiej Lihi Ukrainy: 2006
- mistrz Młodzieżowych Mistrzostw Ukrainy: 2008